# サレルノの反乱
サレルノの反乱(されるののはんらん、英:Salerno Mutiny)は、1943年9月16日の連合国軍のイタリア上陸作戦中に発生した、イギリス第10軍の600人が、補充部隊として新たな部隊への配属を拒否した事件である。
反乱を起こした兵は、北アフリカの戦闘でのベテランを含んだ、イギリス第51歩兵師団とイギリス第50歩兵師団の兵であった。彼らのうち約1500人はトリポリから海路で輸送された。兵たちは、自分たちがシチリア島を基地とする元の部隊に合流できるものと信じていた。しかし、乗船した後に、自分たちがサレルノに送られ、イギリス第46歩兵師団に合流し、アメリカ第5軍のマーク・W・クラーク中将の配下で戦う命令を受けたことを知った。その時、ほとんどの兵士は自分たちが騙されたと感じた。
状況はサレルノに到着して更に悪化した。再編成の時間が不足し、兵士たちの中には怒りと不満が溜まっていった。ほとんどの兵士、約1000人の新兵は新たな部隊に合流したが、500人のベテランが残り、そのうち300人は近くの戦場に移動した。彼らは9月20日まで、あまり馴染みのない部隊への配属を拒否した。この間違いの元である第10軍の指揮官リチャード・マククレイ中将は、彼らの説得にかかった。彼は、サレルノを保持できるようになったら、旧部隊に合流させるという約束を行い、戦時中の反乱がどのような扱いとなるかの警告も行った。
戦場にいた300人の内、108人が命令に従うことを決心した。そして、192人の信念の固い人間が残った。彼ら全員は軍法により、反乱の責任を負うことになった。これにより、イギリスの歴史上、最大の人間が同時に軍法により裁かれることとなった。被告人はアルジェリアに送られ、軍法会議は10月の末に行われた。全員は、有罪となり、3人の軍曹は死刑を言い渡された。刑の執行は、その後保留となったが、彼らは残りの軍隊での生活において様々な嫌がらせを受けることになった。